# 1000000
1000000（百万、ひゃくまん、ももよろず）は自然数、また整数において、999999の次で1000001 の前の数である。英語ではOne million（ワン・ミリオン）およびmillionと表記され、序数詞では1000000th、One millionthとなる。また、1Mと略称されることもある。

## 性質
- 合成数であり、その約数は 1, 2, 4, 5, 8, 10, 16, 20, 25, 32, 40, 50, 64, 80, 100, 125, 160, 200, 250, 320, 400, 500, 625, 800, 1000, 1250, 1600, 2000, 2500, 3125, 4000, 5000, 6250, 8000, 10000, 12500, 15625, 20000, 25000, 31250, 40000, 50000, 62500, 100000, 125000, 200000, 250000, 500000, 1000000 である。
- 1000000 = 10002
  - 1000番目の平方数である。1つ前は998001、次は1002001。
- 1000000 = 1003
  - 100番目の立方数である。1つ前は970299、次は1030301。
- 1000000 = 106
  - 10の累乗数である。1つ前は100000、次は10000000。
  - n = 10 のときの n6 の値とみたとき1つ前は531441、次は1771561。

## その他 1000000 に関連すること
- SI接頭語では、1000000 倍は M（メガ）、1/1000000 は µ（マイクロ）である。
- 百万分率を ppm(parts per million) という。1ppm は 1/10000 % に相当する。
- 能の演目に百万というものがある。
- 百万以上の数のセールスを記録した商品をミリオンセラーという。
- Il Milione は、マルコ・ポーロが中国を旅したときの紀行書の題名。この題名は、富豪と大群衆についての彼の物語にちなんで名づけられたポーロのあだ名から来ていると考えられる。→東方見聞録
- 100万円分の一万円紙幣100枚を新札で束ねると、おおよそ1cmの厚さになる。
- テレビ番組：ウッチャンナンチャンの炎のチャレンジャーこれができたら100万円!!、100万円クイズハンター、フー・ウォンツ・トゥ・ビー・ア・ミリオネア（100万ポンド・100万ドルなど）、ココリコミリオン家族、ウンナン極限ネタバトル! ザ・イロモネア 笑わせたら100万円など、バラエティ番組の賞金として「100万円」が設定されることが多い。
- 100万ドルの夜景：香港が有名。日本三大夜景では函館・神戸・長崎が有名。
- 楽曲タイトル：SOUL'd OUT「1,000,000 MONSTERS ATTACK」。
- 1,000,000 以上 10,000,000 未満（整数部が 7 桁）の数については1 E6を参照。
- MIPS (million instructions per second) は、コンピュータの処理速度の単位。1秒間に何百万個の命令が実行できるかを表す。
- 100万都市とは、人口が100万人以上の都市。100万都市の一覧を参照。
- 百万長者あるいはMillionaire (ミリオネア) は、100万以上の財産を所有する富裕者。資産の規模は、通貨単位に依存する。
- 百万塔は、奈良時代に製作された100万基の木製小塔。内部に百万塔陀羅尼を納めて、寺院に奉納された。
- 江戸時代の加賀藩は、石高が最大で120万石に達し、「加賀百万石」と呼ばれた。
- 百万一心は、毛利元就に由来するとされる言葉で、戮力協心を意味する。
- ラーンサーン王朝の「ラーンサーン」には、「百万頭の象」という意味がある。
- 『百万ドルをとり返せ!』(Not a Penny More, Not a Penny Less) は、ジェフリー・アーチャーの小説、およびそれを元にしたテレビドラマ。
- 『100万回生きたねこ』は、佐野洋子が描いた絵本。また、それを原作とするミュージカル作品。
- 百万石は、麻雀のローカル役のひとつ。合計百萬以上の萬子を揃えた場合に成立する。
- 「百万遍」は京都市左京区にある浄土宗の寺院・知恩寺の別称。付近の交差点（百万遍交差点）及び通称地名となっており、京都大学吉田キャンパスに面している場所でもある。

## 1000001 から 9999999 までの整数
- 1000003 - 7桁では最小の素数
- 1048576 - 2の累乗数、220 = 410 = 165 = 324。五乗数でもあり、十六進法で 100000 となる。
- 1049760 - 10×184。十八進法で A0000 となる。
- 1081080 - 高度合成数
- 1111111 - レピュニット
- 1118481 - 十六進法におけるレピュニット
- 1398101 - 四進法におけるレピュニット
- 1413721 - 平方三角数、11892 = 1681 × 1682/2
- 1441440 - 超過剰数、巨大過剰数
- 1508598 - 十七進法におけるレピュニット
- 1594323 - 3の累乗数、313
- 1679616 - 八乗数、68 = 364 = 12962。六進法で 100000000 となる。28×38 = 256×6561。6nの1つ前は279936（67）、次は10077696（69）。
- 1889568 - 五乗数、185。十八進法で 100000 となる。25×310 = 32×59049。18nの1つ前は 104976（184）、次は 34012224（186）。
- 1948717 - 十一進法におけるレピュニット
- 1953125 - 九乗数、59 = 1253
- 2000000 - ダブルミリオン
- 2000719 - 十八進法におけるレピュニット
- 2015539 - 六進法におけるレピュニット
- 2027025 - 1 × 3 × 5 × 7 × 9 × 11 × 13 × 15 = 15!!
- 2097152 - 2の累乗数、221 = 87 = 1283
- 2162160 - 高度合成数、超過剰数、2079番目の三角数、1040番目の六角数
- 2391484 - 三進法におけるレピュニット
- 2396745 - 八進法におけるレピュニット
- 2441406 - 五進法におけるレピュニット
- 2613660 - 十九進法におけるレピュニット
- 2704156 - 中心二項係数
- 2796203 - 二進法における独自周期素数（英語版）
- 2985984 - 六乗数、126 = 1443 = 17282。十二進法で 1000000 となる。212×36 = 4096×729。12nの1つ前は 248832（125）、次は 35831808（127）。
- 3000000 - トリプルミリオン
- 3200000 - 五乗数、205。二十進法で 100000 となる。210×55 = 1024×3125。20nの1つ前は 160000（204）、次は 64000000（206）。
- 3257437 - 十二進法におけるレピュニット
- 3368421 - 二十進法におけるレピュニット
- 3603600 - 超過剰数
- 3628800 - 10!
- 4194304 - 2の累乗数、222 = 411 = 20482
- 4324320 - 高度合成数、864の倍数、超過剰数、矩形数（2079 × 2080）、巨大過剰数
- 4782969 - 3の累乗数、314 = 97 = 21872。3nの1つ前は 1594323（313）、次は 14348907（315）。
- 5229043 - 十三進法におけるレピュニット
- 5380840 - 九進法におけるレピュニット
- 5592405 - 四進法におけるレピュニット
- 5764801 - 八乗数、78 = 494 = 24012
- 5882353 - 5882353 = 5882 + 23532 = 100000001/17
- 6486480 - 高度合成数
- 6725601 - 七進法におけるレピュニット
- 7174453 - 三進法におけるレピュニット
- 7207200 - 超過剰数、350番目の三角錐数
- 8108731 - 十四進法におけるレピュニット
- 8388608 - 2の累乗数、223
- 8648640 - 高度合成数、超過剰数
- 9699690 - 素数階乗、19までの全ての素数で割り切れる最小の数。
- 9765625 - 510 = 255 = 31252
- 9999991 - 7桁では最大の素数